# Churchill Cup
La Churchill Cup fu una competizione internazionale di rugby a 15 contesa annualmente nel mese di giugno dal 2003 al 2011.
Organizzata dalle federazioni di Canada, Inghilterra e Stati Uniti, facenti parte della costituita società Churchill Cup Inc., in collaborazione con l'organismo International Rugby Board (oggi World Rugby), venne creata con lo scopo di fornire alle squadre nazionali dei Paesi nordamericani, Canada e Stati Uniti, una competizione annuale di alto livello in cui misurarsi, allora assente in Nord America.
Il torneo prese il nome dell'ex primo ministro britannico Winston Churchill, che condivise stretti legami con Canada e Stati Uniti d'America, nonché di madre americana, durante la seconda guerra mondiale.

## Formato del torneo
La coppa fu predisposta per essere disputata in un torneo maschile ed uno femminile fra le nazionali dei tre Paesi fondatori; nel torneo maschile al posto della nazionale inglese, considerata di altissimo livello, prese parte la seconda squadra nazionale, nota dal 2006 come England Saxons, offrendo così all'RFU la possibilità di dare spazio a numerosi giocatori al di fuori della regolare attività della nazionale maggiore.
Ad ospitare il torneo furono principalmente Canada e Stati Uniti d'America, con una netta divisione temporale fra i due stati: le prime edizioni vennero organizzate in Canada, con il successivo subentro degli Stati Uniti; mentre all'Inghilterra fu concesso di ospitare qualche sporadica edizione.
Dopo l'inaugurale edizione del 2003 ad appannaggio delle formazioni inglesi, disputata utilizzando la formula del girone eliminatorio con un incontro di finale tra le prime due classificate, nel 2004 la competizione venne allargata alla Nuova Zelanda che partecipò coi New Zealand Māori e le Black Ferns, aggiudicandosi entrambi i titoli, con il cambio di formato in un torneo a eliminazione diretta fra le quattro contendenti, costituito da semifinali e finali per il 1º e 3º posto.
Il torneo femminile venne organizzato soltanto le prime due edizioni, nel 2003 e nel 2004, poi sospeso nel 2005 a causa dei preparativi per la Coppa del Mondo femminile 2006 e non più disputato.
Nel 2005, al posto dei NZ Māori impegnati nel tour dei Lions britannici, fu invitata a prenderne parte l'Argentina, anch'essa con la seconda selezione nazionale.
Dal 2006 venne aumentato il numero dei partecipanti, che passò da 4 a 6, con il ritorno dei Māori e l'ingresso di Scozia A ed Irlanda A, seconde squadre; la formula fu definitivamente mutata in una prima fase a due gironi all'italiana da tre squadre ciascuno, seguiti da tre incontri di finale: quella per il 5º posto (Bowl) fra le ultime classificate nei rispettivi gironi; quella per il 3º posto (Plate) fra le seconde classificate e quella per il 1º posto (Cup) fra le prime classificate. Nel 2008 tornò nuovamente l'Argentina con una sorta di terza selezione, l'Argentina XV, nuovamente in sostituzione dei Māori impegnati in IRB Pacific Nations Cup.
Nel 2009 partecipò la Georgia, mentre nelle ultime due edizioni vennero rispettivamente inserite: Francia A, Uruguay, Russia e Tonga, Italia A.
Al termine dell'edizione 2011, tutti e tre gli organi direttivi dei partecipanti permanenti decisero di porre fine al torneo, dopo che l'International Rugby Board scelse di includere Canada e Stati Uniti nel proprio calendario di test match internazionali dal 2012.

## Albo d'oro
| Edizione | Sede   | Nazioni | Vincitore     | Vincitrice    |
| -------- | ------ | ------- | ------------- | ------------- |
| 2003     | Canada | 3       | Inghilterra A | Inghilterra   |
| 2004     | Canada | 4       | NZ Māori      | Nuova Zelanda |
| 2005     | Canada | 4       | Inghilterra A | Non disputato |

| Edizione | Sede                 | Nazioni | Vincitore Cup  | Vincitore Plate | Vincitore Bowl |
| -------- | -------------------- | ------- | -------------- | --------------- | -------------- |
| 2006     | Canada e Stati Uniti | 6       | NZ Māori       | Irlanda A       | Canada         |
| 2007     | Inghilterra          | 6       | England Saxons | Irlanda A       | Canada         |
| 2008     | Canada e Stati Uniti | 6       | England Saxons | Irlanda A       | Canada         |
| 2009     | Stati Uniti          | 6       | Irlanda A      | Argentina A     | Stati Uniti    |
| 2010     | Stati Uniti          | 6       | England Saxons | Francia A       | Russia         |
| 2011     | Inghilterra          | 6       | England Saxons | Italia A        | Stati Uniti    |